# Abrasão asfáltica
Abrasão asfáltica ou abrasão no asfalto é um termo semitécnico para traumas físicos de pele causados por abrasão em superfícies de estradas, geralmente em consequência de acidentes de bicicleta e motocicleta. Também pode resultar de acidentes com corrida, patinação em linha, patinação sobre rodas, skate e longboard.
O termo pode ser aplicado tanto a uma lesão recente quanto ao tecido cicatricial deixado por uma lesão antiga. Os sintomas incluem dor e sangramento intenso.
Os motociclistas podem reduzir os riscos de lesões asfálticas usando equipamentos de proteção individual adequados para motociclistas, como capacete motociclístico, roupas de proteção, luvas, coberturas antipoeira e botas. Da mesma forma, patinadores em linha podem reduzir suas chances de lesões por abrasão usando joelheiras e cotoveleiras de proteção.
A abrasão no asfalto ("road rash", em inglês) é frequentemente denominada "gravel rash" no Reino Unido.  O termo é antigo e é mencionado em Kim de Rudyard Kipling (1901). De acordo com o Oxford English Dictionary (OED) ele apareceu pela primeira vez impresso no Dictionary of Modern Slang.